# Deluge
Deluge는 파이썬으로 개발된 자유-오픈 소스 크로스 플랫폼 비트토렌트 클라이언트이다. Deluge는 프론트엔드와 백엔드 아키텍처를 사용하며 여기서 C++로 개발된 라이브러리인 libtorrent를 사용한다. 이 라이브러리는 애플리케이션의 네트워크 로직을 제공하며 프로젝트의 자체 파이썬 바인딩을 통해 GTK를 이용한 웹 인터페이스이자 그래픽 데스크톱 인터페이스인 텍스트 콘솔을 포함한 다양한 프론트엔드 중 하나에 연결된다.
Deluge는 GNU 3.0 이상 라이선스로 배포된다.